# Digitalització

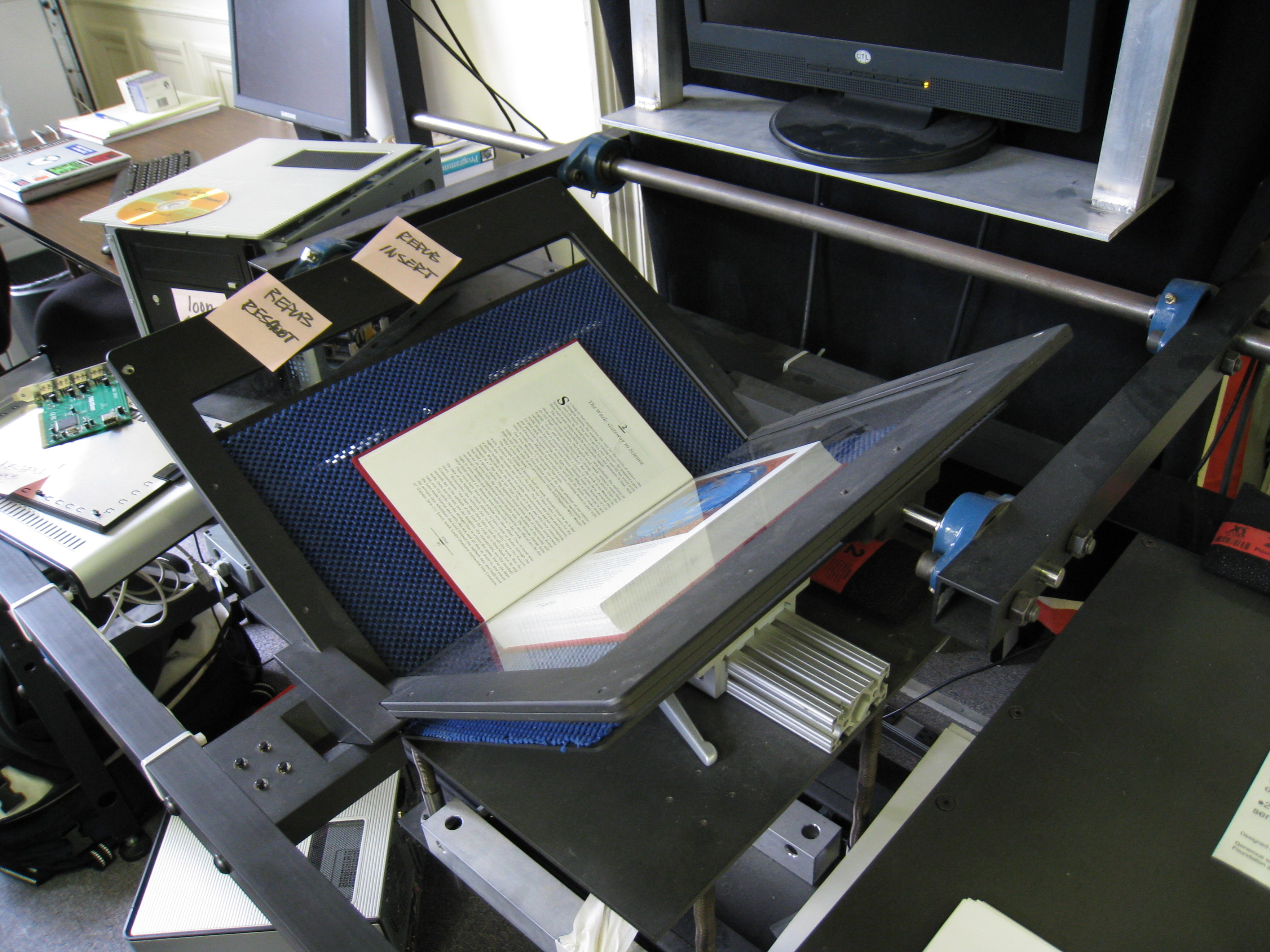
Un escàner digitalitza un llibre per a l'Internet Archive

La digitalització és el procés de convertir informació analògica a digital. El resultat és la representació d'un objecte, una imatge, un so, un document o un senyal (normalment una senyal analògic) mitjançant bits. El resultat rep el nom de representació digital.
Actualment, la informació digital és representada en números binaris, tot i que la digitalització tan sols suposa la conversió d'informació analògica a informació en format numèric, és a dir, qualsevol altre sistema de número també pot ser utilitzat, com per exemple el decimal.
La digitalització és de crucial importància durant el processament, l'emmagatzematge i la transmissió de dades, perquè "permet que la informació de tots els tipus i de tots els formats pugui ser transmesa amb la mateixa eficàcia". Encara que la informació analògica és més estable, la digital pot ser més fàcilment compartida i accessible, i pot ser propagada de manera indefinida.

## Exemples

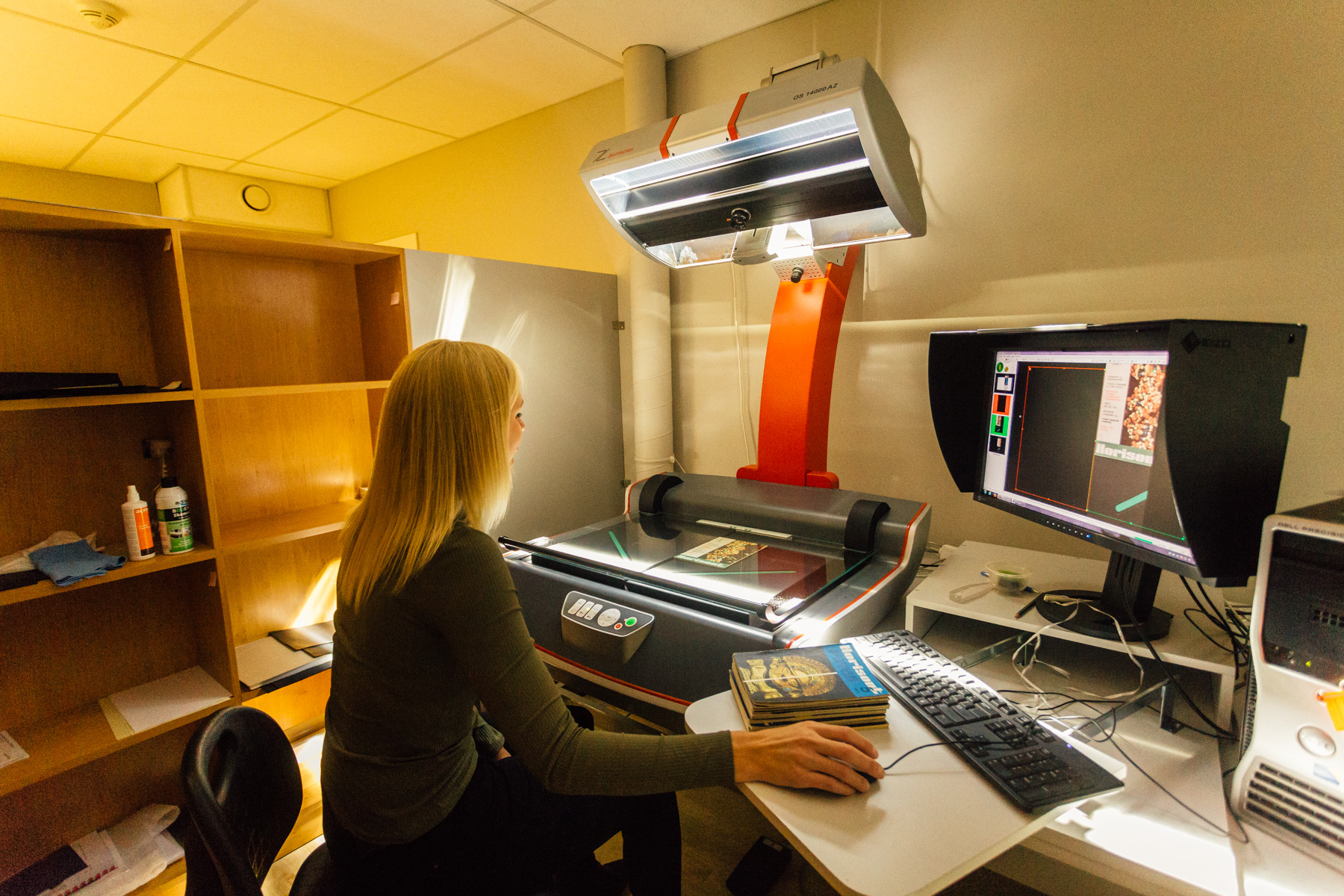
Digitització del primer número de la revista de ciència popular estoniana "Horisont" publicada el gener de 1967.

Es produeix digitalització, per exemple, durant l'escanejament de fotografies impressies, digititzant la informatie per tal de passar-ho a un ordinador i d'editar-les.

### Digitalització del senyal de vídeo
Els senyals de vídeo es basen en la variació de la tensió del senyal elèctric. Els diferents valors de la tensió en dos punts determinats i en tots els que es comprenen entre ells de manera continua i sense interrupcions conformen el senyal analògic. A partir de la quantitat de mostres en què es descompon el senyal analògic al llarg del temps es determina la validesa del sistema. La freqüència del mostreig s'especifica en Hertz. La relació numèrica de les mostres és el que constitueix la digitalització del senyal.
Perquè la informació digital pugui ser llegida, és necessari realitzar l’anomenada quantificació mitjançant el sistema binari basat en dues úniques xifres (1 i 2). Alhora, una cadena de tractament digital, composta per convertidors (analògic/digital i digital/analògic) i circuits encarregats de manipular aquest senyal, conformen el sistema que facilita aquesta lectura.

#### Avantatges
Una càmera de vídeo digitalitzada gaudeix d’avantatges com ara la fiabilitat, precisió i flexibilitat dels ajustos de la càmera i la reducció del treball de l’operador.
Alhora, el senyal digital permet realitzar tractaments com generadors d’efectes, correctors o memòries, els quals l’analògic difícilment ofereix.
També cal destacar la possibilitat de gravació sobre suport magnètic, de manera que no es dona un deteriorament o una pèrdua de la qualitat en generar còpies successives.

## Digitilització a Espanya
Al 2018 l'estat espanyol va ser juntament amb Irlanda el país que més va progressar en digitalització segons l'Índex d'Economia i Societat Digital (DESI), informe elaborat per la Comissió Europea. En aquest any, Espanya, va ocupar el desè lloc, millorant dos llocs l'última dada de l'2017, per davant d'Alemanya, França o Itàlia, però allunyat dels líders de la taula, Dinamarca, Suècia, Finlàndia, Països Baixos i Regne Unit.
L'informe va destacar que els resultats van ser bons en connectivitat gràcies a l'àmplia disponibilitat de xarxes de banda ampla fixa i mòbil i a la seva progressiva implantació. Les empreses aprofitaven a l'màxim els avenços de les tecnologies digitals i recorrien cada vegada més a les xarxes socials, les factures electròniques, els serveis en el núvol i el comerç electrònic. I va figurar en les posicions més altes en administració electrònica. El DESI també va destacar negativament altres aspectes, com que malgrat la millora en capital humà i l'ús de serveis de la Xarxa, Espanya encara se situava lleugerament per sota de la mitjana, dos punts exactament. En concret, una cinquena part dels espanyols no estaven encara en línia i prop de la meitat dels seus ciutadans no tenien competències digitals bàsiques, tot i que comptava amb unes infraestructures d'accés per sobre de la mitjana. A més, tot i l'augment de la demanda en el mercat de treball, l'oferta d'especialistes TIC seguia estant per sota de la mitjana de la Unió Europea. 
Banca, telecomunicacions, retail i turisme eren els sectors més avançats, tots ells del tercer sector, seguits de la indústria, el transport, el sector públic i l'energètic. Mentre que la construcció i l'educació anaven a la cua. Els sectors denominats B2C (de negoci a consumidor), es van transformar durant els anys posteriors a l'estudi de l'any 2018, buscaven la retenció o nous usuaris a través d'una millor experiència gràcies a l'e-commerce o comerç electrònic.
Les pymes (petites i mitjanes empreses) són les que es trobaven en una situació baixa, en concret les que tenien menys de deu treballadors. I concretament aquest tipus d'empreses constituïen el 99% de el teixit empresarial a Espanya. Segons dades de l'INE, gairebé el 100% de les pimes comptaven amb eines TIC bàsiques, mentre que a les micropimes arribava al 76%. Pel que fa a les xarxes socials, a prop de el 50% de les pimes les feia servir, i tot just un 35% en les micropimes, i l'ús de big data o els serveis del núvol, el 11,2% i el 24,6% respectivament en les de més de 10 treballadors, davant de només el 7,4% en les de menys. Segons informava un informe de l'observatori Vodafone de l'empresa, només el 14% de les petites empreses comptava amb un pla de digitalització, pel que fa a el 70% de les grans.